# 手回し発電機

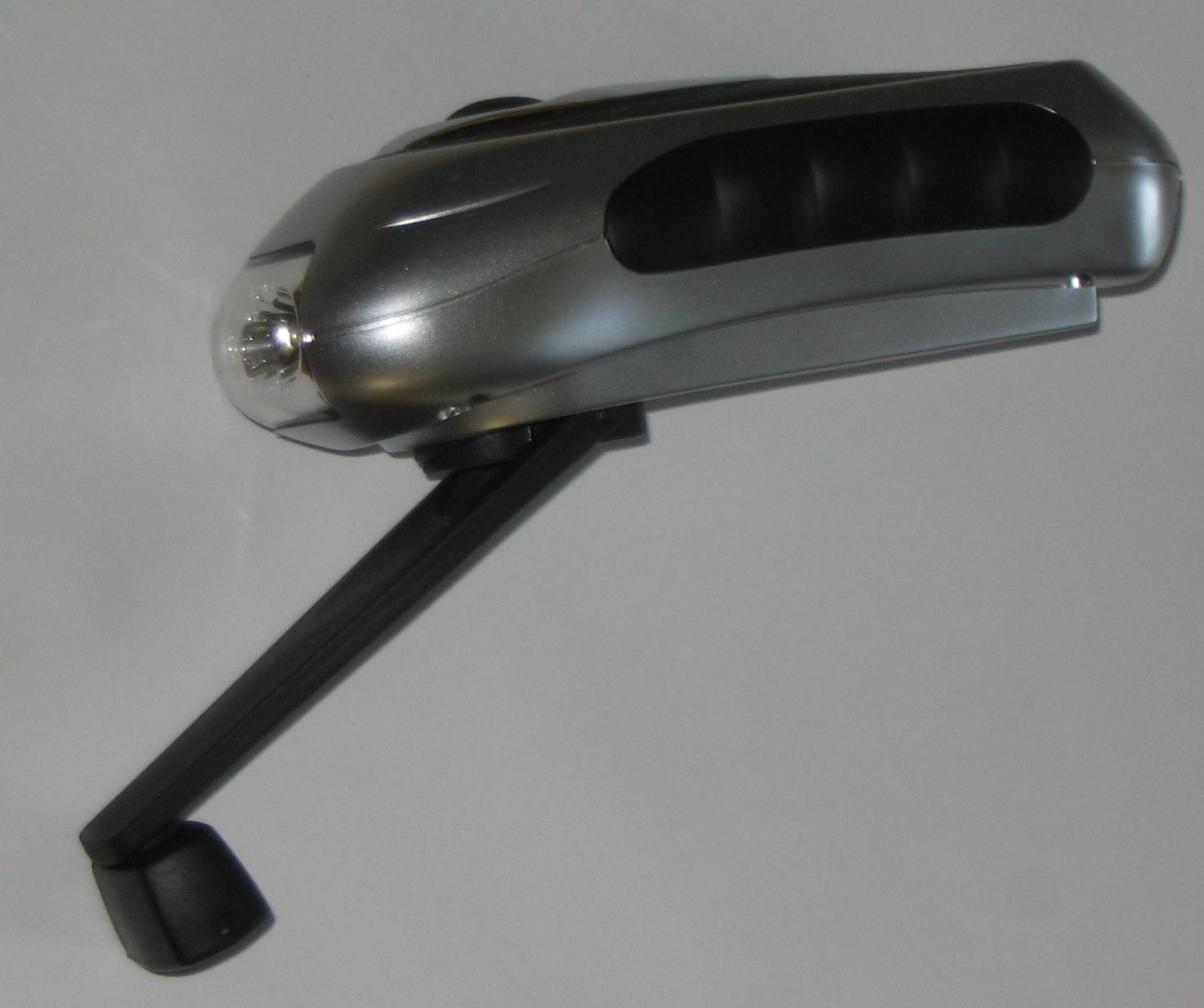
手回し発電機を内蔵した懐中電灯

手回し発電機（てまわしはつでんき）は、手動で発電する簡易な発電機である。小中学校などでの理科や物理の実験等で用いられる他に、非常時のラジオや照明用途のものもある。
「ゼネコン」(genecon) とも呼ばれるが、これは発電機を意味する英語"generator"に由来するものである。このような手回し式の発電機は、英語では"Genecon"の他に"Hand Crank Generator","Handheld Generator"などと呼ばれる。
電動モーターとは逆の原理で発電するため、内部には増速歯車と発電機が備えられており、手でクランク状のレバーを回転させることで歯車の軸に接続された発電機を高速回転させて電気を起こす。一部の特殊なものを除けば電圧や電流は基本的にほとんど制御されないため、実験に用いる他には非常時に豆電球を点灯させるような無制御でも構わない用途に限定される。非常用の道具として、手回し発電機にラジオや照明機能程度が付け加えられたものもあり、携帯電話などの充電も行えるものがある。火薬を用いた軍用の爆破用途や産業用等での発破も、直前に手回し発電機で発電することで電流をコンデンサに貯めてから起爆時に発破回路に流し、電気雷管を発火させる発破器が用いられた。古典的な電話機でも結線先の電話機を呼び出すために手回し発電機で電流を作り、相手先のベルを鳴らす仕組みになっていた。